# ブリーダーズカップ (韓国競馬)
ブリーダーズカップ（브리더스컵, Breeders Cup）は、韓国競馬の競走のひとつである。

## 概要
毎年11月最終もしくは12月第1日曜日に行われる韓国産2歳牡馬および牝馬限定のG2競走である。ただし、これは国際グレードではなく、あくまで韓国国内のみでのグレードである。
2008年、釜山慶南競馬場1200mの国内LR競走として創設。日本人騎手の内田利雄が勝利騎手となる。
2010年、会場をソウル競馬場1300mに移して実施。それとともに国内G3に格付けされた。
2013年からは、距離を1400mに延長した。
2016年、母が日本産馬(シンソクドルパ、신속돌파、’’Sinsok Dolpa’’ サンエムロバリーの2002、父リンドシェーバー）のファイナルボス(父Menifee)が優勝した。
2018年より、会場を釜山慶南競馬場に戻す。
2023年、3歳以上韓国産牝馬を対象としたブリーダーズカップクイーン（브리더스컵 퀸, Breeders Cup Queen）が国内LR競走（釜山慶南競馬場1800m）として新設されたことに伴い、本競走の名称がブリーダーズカップルーキー（브리더스컵 루키, Breeders Cup Rookie）に変更された。
「ブリーダーズカップ」と銘打ってはいるものの、実際には単一のレースの呼称に過ぎず、施行場の持ち回り開催などが無く、また産地限定競走のため国際格付けや国際招待制度も無い。そのため、米国のブリーダーズカップとは全く違うことに注意が必要である。

## 歴代優勝馬
| 回     | 年月日         | 勝ち馬                        | 性齢 | 斤量 | タイム   | 騎手                        | 管理調教師                | 馬主                                        |
| ------ | -------------- | ----------------------------- | ---- | ---- | -------- | --------------------------- | ------------------------- | ------------------------------------------- |
| 第1回  | 2008年11月30日 | 파워보이 (Power Boy)          | 牡2  | 53   | 1分17秒5 | 우찌다 토시오 (内田利雄)    | 민장기 (キム・ジャンギ)   | 송달섭 (ソン・ダルソプ)                     |
| 第2回  | 2009年11月29日 | 나이트무브스 (Night Moves)    | 牝2  | 52   | 1分15秒4 | 조성곤 (チョ・ソングン)     | 김재섭 (キム・ジェソプ)   | 고경민 (コ・ギョンミン)                     |
| 第3回  | 2010年11月28日 | 선히어로 (Sun Hero)           | 牡2  | 54   | 1分17秒5 | 문세영 (ムン・セヨン)       | 서범석 (ソ・ボンソク)     | 이신근 (イ・シングク)                       |
| 第4回  | 2011年11月27日 | 굿타임 (Good Time)            | 牡2  | 53   | 1分21秒0 | 채규준 (チェ・ギュジュン)   | 유병복 (ユ・ビョンボク)   | 정영식 (チョン・ヨンシク)                   |
| 第5回  | 2012年11月25日 | 야풍 (Yapung)                 | 牡2  | 53   | 1分20秒9 | 박금만 (パク・グンマン)     | 김상석 (キム・サンソク)   | 오수석 (オ・スソク)                         |
| 第6回  | 2013年12月1日  | 청룡비상 (Cheongnyong Bisang) | 牡2  | 54   | 1分28秒0 | 서승운 (ソ・スンウン)       | 김점오 (キム・ジョモ)     | 과천시설관리공단 (果川市施設管理公団)       |
| 第7回  | 2014年11月30日 | 돌아온현표 (Doraon Hyeonpyo)  | 牡2  | 54   | 1分25秒3 | 최시대 (チェ・シデ)         | 권승주 (クォン・スンジュ) | 강종민 (カン・ジョンミン)                   |
| 第8回  | 2015年11月29日 | 파워블레이드 (Power Blade)    | 牡2  | 55   | 1分24秒6 | 김용근 (キム・ヨングン)     | 김영관 (キム・ヨングヮン) | 김형란 (キム・ヒョンナン)                   |
| 第9回  | 2016年12月4日  | 파이널보스 (Final Boss)       | 牡2  | 55   | 1分28秒4 | 최범현 (チェ・ボミョン)     | 지용철 (チ・ヨンチョル)   | 김선식 (キム・ソンシク)                     |
| 第10回 | 2017年12月3日  | 엑톤블레이드 (Ecton Blade)    | 牡2  | 55   | 1分27秒3 | 함완식 (ハム・ワンシク)     | 김영관 (キム・ヨングヮン) | 김형란 (キム・ヒョンナン)                   |
| 第11回 | 2018年12月2日  | 킹삭스 (King Socks)           | 牡2  | 55   | 1分27秒1 | 이효식 (イ・ヒョシク)       | 김영관 (キム・ヨングヮン) | 김창식 (キム・チャンシク)                   |
| 第12回 | 2019年12月1日  | 롤러블레이드 (Roller Blade)   | 牡2  | 55   | 1分24秒3 | 김용근 (キム・ヨングン)     | 강환민 (カン・フヮンミン) | 김형란 (キム・ヒョンナン)                   |
| 第13回 | 2021年12月5日  | 컴플리트밸류 (Complete Value) | 牡2  | 55   | 1分25秒7 | 정정희 （チョン・ジョンヒ） | 박재우 （パク・チェウ）   | 장세준 （チャン・セジュン）                 |
| 第14回 | 2022年12月4日  | 스피드영 (Speed Young)        | 牡2  | 55   | 1分26秒6 | 유현명 （ユ・ヒョンミョン） | 방동석 （パン・ドンソク） | (주)디알엠씨티 (株)ディーアールエムシティー |
| 第15回 | 2023年12月10日 | （Hanggang Class）            | 牡2  | 55   | 1分25秒2 | （Park Jae I）              | （Gu Min Sung）           |                                             |
| 第16回 | 2024年11月24日 | （Aqua Line）                 | 牡2  | 55   | 1分27秒0 | （Jo In Kwon）              | （Seo Bum Seok）          |                                             |